# Taurus PT1911
A Taurus PT1911 é um clone da pistola semiautomática militar M1911, dos EUA, de ação simples e de recuo. Foi projetada e fabricada pela Taurus em Porto Alegre, Brasil, e distribuída nos EUA pela Taurus USA. Foi lançada no SHOT Show de 2005, e começou a ser vendida ao mercado consumidor no outono daquele ano.
A PT1911 difere de seus muitos concorrentes no mercado de cópias da 1911, pois seu modelo básico oferece um pacote de recursos encontrados em modelos de ponta de fabricantes de pistolas semi-personalizadas mais caras, como Arsenal Springfield, Para-Ordnance e Kimber Manufacturing a um custo significativamente menor.
Com uma armação e ferrolho de aço forjado, a PT1911 foi originalmente comercializada com acabamento em aço carbono azulado, mas no final de 2007 uma versão em aço inoxidável foi lançada. A PT1911 padrão inclui recursos populares de combate e competição customizados, como uma trava de segurança do punho "Beavertail", trava de segurança ambidestra estendida e retém do ferrolho, cabo quadriculado e outras sutilezas incomuns para uma pistola na sua faixa de preço.

## Variantes
- PT1911B - Versão básica em aço forjado azulado (originalmente vendida com dois carregadores).
- PT1911B1 - Aço carbono azulado com trilho Picatinny.
- PT1911B3 - Modelo compacto em aço carbono azulado para porte velado projetado com base na pistola Colt CCO.
- PT1911B-BHW - Aço carbono azulado com cabo de madeira de nozes Bull's Head.
- PT1911SS - Versão básica em aço inoxidável.[4]
- PT1911SS1 - Aço inoxidável com trilho Picatinny.
- PT1911SS-BHW - Aço inoxidável com cabo de madeira de nozes Bull's Head.
- P1911AL - Armação de alumínio e ferrolho de aço carbono azulado.
- P1911ALR - Armação de alumínio e ferrolho de aço carbono azulado com trilho Picatinny.
- P1911DT - Armação de aço carbono azulado DuoTonec com ferrolho de aço com acabamento espelhado.
- P1911FS - Versão básica em aço forjado azulado (vendida com um único carregador).